# Томский электромеханический завод
Томский электромеханический завод имени В. В. Вахрушева (ТЭМЗ) — предприятие в Томске, крупный производитель горно-шахтного оборудования (вентиляторы, пневмоинструмент, гидроинструмент).

## История
«Первый томский машиностроительный завод совнархоза» («Машинострой») — первое машиностроительное предприятие города Томска, он был образован в 1920 году на базе открытых в 1902 году мастерских Томского технологического института. В мастерских, помимо учебных работ, выполнялись заказы по отливке и ковке деталей для сельскохозяйственных машин.
В 1927 году завод был переименован в «Металлист». В те годы номенклатуру продукции завода составлял выпуск весов, дорожных катков, нефтебаков, бревнотаскалок и сверлильных станков.
Постановлением ЦК ВКП(б) от 17 июля 1931 года передан в ведение «Востокугля» и вошёл в состав треста «Кузбассуголь». С этого момента завод стал превращаться в производителя горно-шахтного оборудования. В середине 1930-х годов завод освоил выпуск электроотбойных молотков, электросвёрл и электробуров. В этот период была проведена реконструкция завода на сумму более 2,5 миллиона рублей — построен литейный, кузнечный, ремонтный, инструментальный и модельный цеха, расширен механосборочный цех, построен гараж и склад.
В 1933 году заводом были произведены первые 77 электросвёрл ЭР-1, которые поступили на шахты Кузбасса.
В 1935 году на заводе зародилось томское стахановское движение, первым стал сверловщик А. Г. Таценко, перевыполнивший дневную норму в 3 раза.
В ноябре 1935 года завод "Металлист" переименован в Томский электромеханический завод имени Рухимовича, наркома оборонной промышленности СССР. В октябре 1937 года имя Рухимовича было изъято из названия завода в связи с арестом Рухимовича как "врага народа".
Решением правительства в январе 1939 года передан в ведение Главгормаша и переименован в Томский электромеханический завод им. Рухимовича.
В 1941 году сюда были эвакуированы три предприятия из европейской части России — Ленинградский завод «Пневматика», Конотопский завод «Красный металлист» и Харьковский завод маркшейдерских инструментов. За годы войны завод выпустил 1170000 единиц пневмоинструмента и более 60 000 электромашин различного направления.
Работники завода участвовали в Великой Отечественной войне, боец 166-й стрелковой дивизии С. Дагаев, попав в окружение под Вязьмой, ушёл к партизанам, командовал отрядом в Смоленской области. 
В 1940—1941 годах производство электросвёрл составило уже более тысячи. В 1940 году К. Н. Шмаргунов — директор Томского индустриального института — разработал конструкцию электрического отбойного молотка КНШ-3, и на заводе было организовано их производство, которое к 1941 году достигло 1553 штук в год.
С 1942 года, когда директором стал К. И. Лаврентьев, лауреат Сталинской премии (1949), депутат Верховного Совета РСФСР (1947—1950), завод стал осваивать производство горных машин, которые выпускались в Ленинграде и Конотопе.
13 января 1947 года заводу было присвоено имя Василия Васильевича Вахрушева — министра угольной промышленности СССР. 
В 1949 году завод освоил производство и начал серийный выпуск шахтных вентиляторов местного проветривания, совершивших переворот в скорости проходки шахтных выработок, и в 1951 году эта работа получила высокую оценку государства. В числе лауреатов Сталинской премии были работники завода: К. И. Лаврентьев — директор; Е. Н. Зикеев — главный инженер; П. М. Емельянов — главный конструктор; П. А. Школа — главный технолог; А. П. Гришин — ведущий конструктор.
С 1957 года завод находился в ведении совнархоза Томского экономического административного района, с 21 января 1963 года — совнархоза Западно-Сибирского экономического административного района [70], с 1964 года — Главуглемаша Министерства тяжелого, энергетического и транспортного машиностроения СССР.
В 1960-х годах номенклатура выпускаемых изделий обновилась: завод стал выпускать мощные вентиляторы, отбойные молотки, электросвёрла.
С 24 сентября 1973 года завод был в ведении Союзуглемаша Министерства угольной промышленности СССР, с 1988 года — Главуглемаша Министерства угольной промышленности СССР.
В 1980-х годах на заводе была проведена масштабная реконструкция, повышен технологический уровень и начат выпуск новых более совершенных машин.
С 1991 года завод входил в корпорацию «Уголь России» Министерства топлива и энергетики РСФСР. В 1993 году завод преобразован в акционерное общество, приватизирован — 38 % акций перешло в руки государства, 51 % — в руки заводских и внешних акционеров, и остальные были переданы в фонд имущества на продажу.
По состоянию на 2011 год, согласно отчёту завода, доля вентиляторов, выпускаемых ОАО «ТЭМЗ», в целом по России составляла около 40 %, доля сбыта на рынке отбойных молотков около 30 %, доля рынка подъемно-транспортного оборудования 10 %. Предприятия Кузнецкого угольного бассейна являлись покупателями около 50 % всего реализуемого ОАО «ТЭМЗ» оборудования.
Штат на 1 января 2012 года 491 человек, в том числе: рабочие 295 человек, специалисты 108 человек, руководители 87 человек. По состоянию на 2011 год количество акционеров 299, в том числе юридических лиц 2, работников предприятия 15. Генеральный директор И. И. Пушкарёв владел 33,56 % акций завода.
В 2016 году подписан контракт, по которому «Газпром» инвестирует в производство ТЭМЗа 1,5 млрд. руб.

## Показатели деятельности
| Год  | Выручка, млн. руб. | Чистая прибыль, млн. руб. |
| ---- | ------------------ | ------------------------- |
| 2011 | 463,871            | 35,652                    |
| 2012 | 531,15             | 28,24                     |
| 2013 | 304,49             | — 37,72                   |
| 2014 | 319,18             | — 27,58                   |
| 2015 | 334,08             | — 15,8                    |
| 2016 | 559,43             | 109,96                    |

## Продукция

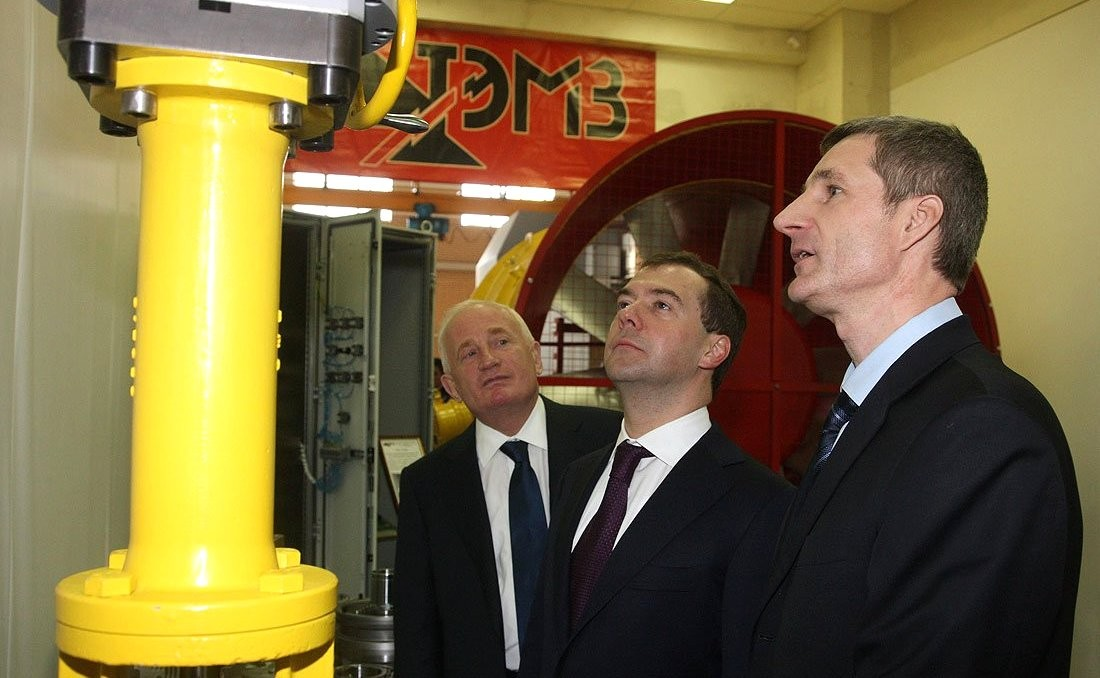
Президент РФ Дмитрий Медведев (в центре) и губернатор Виктор Кресс (слева), директор ТЭМЗ Иван Пушкарёв (справа)

Производит и ремонтирует горную и общепромышленную технику, большую номенклатуру взрывозащищенного и общепромышленного оборудования, строительного и садово-огородного инструмента, мебельную фурнитуру и т. п.